# 六角棒スパナ

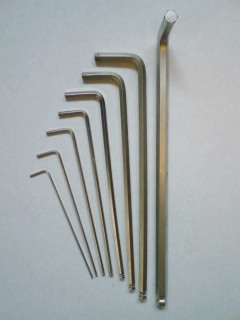
六角棒スパナのセット

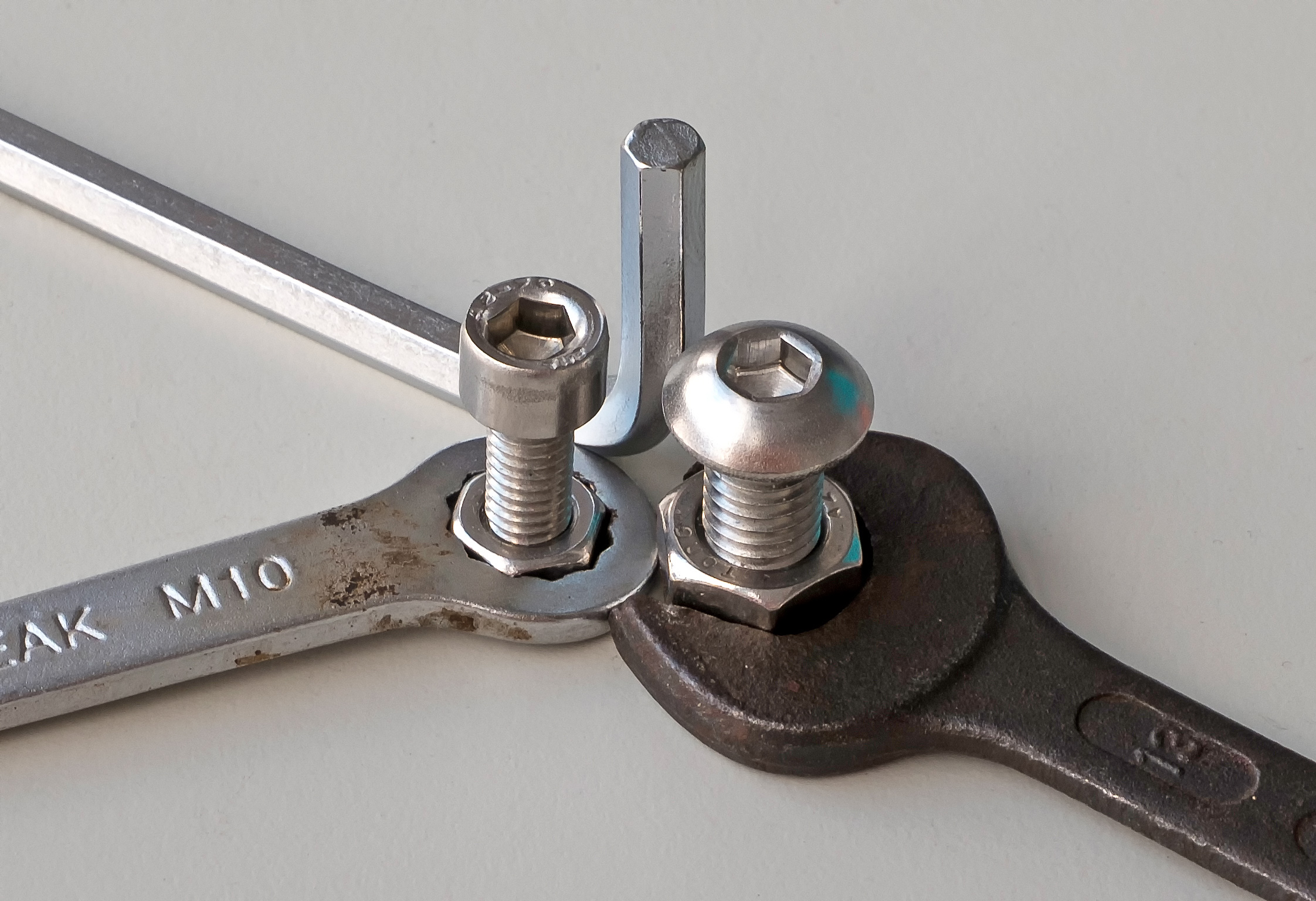

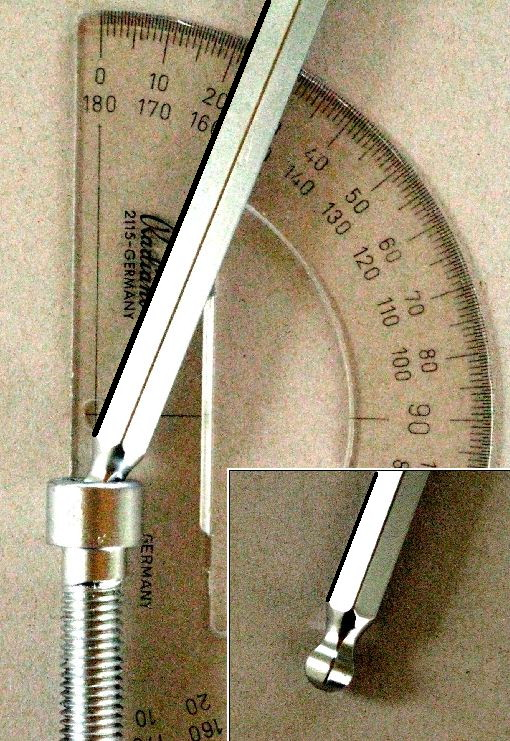
ボールポイント六角棒スパナの斜め使用

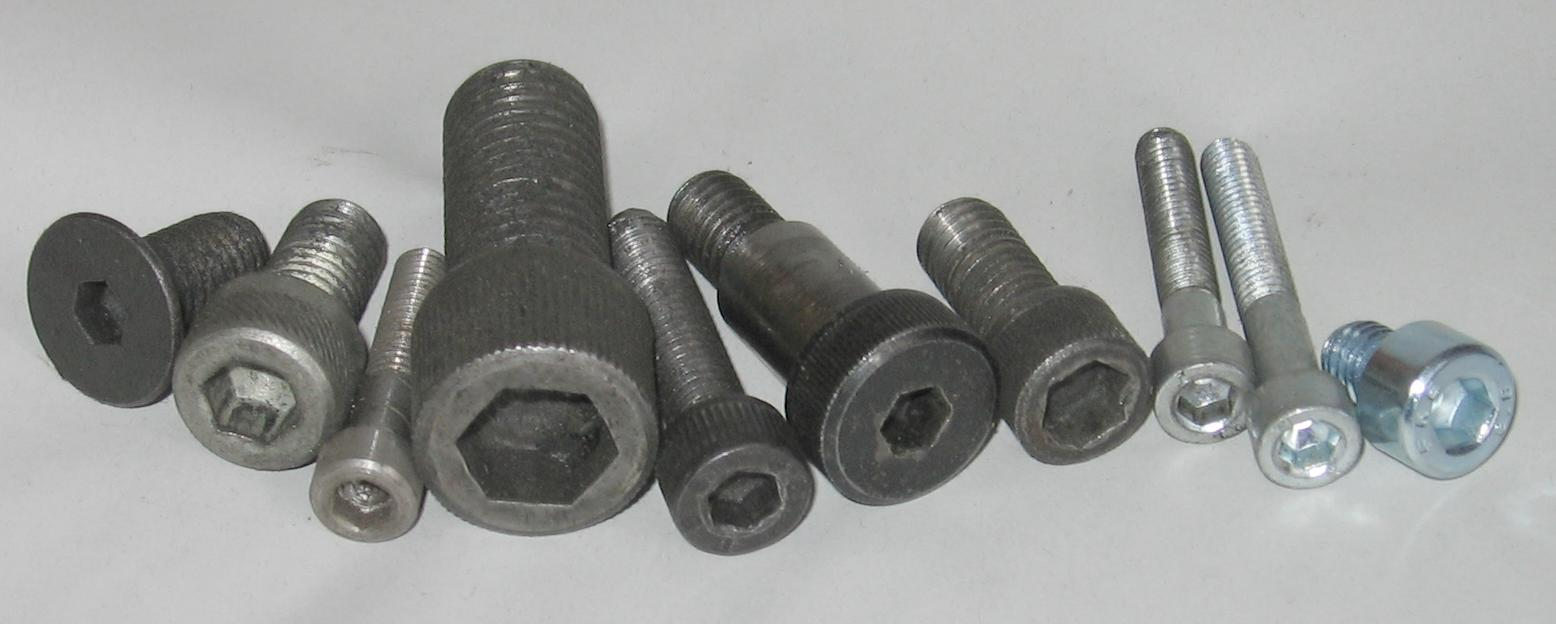
キャップスクリュー

六角棒スパナ （ろっかくぼうスパナ、英: hex key）は、正六角形の穴を持つ六角穴付きボルト（キャップスクリュー）や六角穴付き止めねじを固定、または緩めるための工具。
主に自転車、家具の金属部分、機械設備などに使用する工具。
六角棒レンチ、六角レンチ、ヘキサゴンレンチ、メカニックの現場ではヘックスとも呼ばれる。
なお、ソケットの先端に六角棒スパナが設けられ、ラチェットハンドルなどと組み合わせて使用するものは六角ビットソケットなどと呼ばれ区別されている。

## 歴史
キャップスクリューは現在多くの工業製品に使われているが、構成部品の締結に極めて多くの割合で用いられている自転車業界では六角棒スパナをアーレンキーまたはアレンキー (Allen key) 、アレンレンチ (Allen wrench) という名称で呼んでいる。
アメリカの工具メーカー Allen Manufacturing Company が1910年にこの工具を発明したことに由来している。
アレンレンチ (Allen wrench) は、1943年にコネチカットのハートフォードにある Allen Manufacturing Company（現在は、アペックスツールグループ〈Apex Tool Group〉のブランド）の商標になっている。
日本工業規格ではJIS B4648「六角棒スパナ」 Hexagon socket screw keys として規格化されている。

## 特徴
六角棒スパナは従来主流であった四角ボルトが衣服などに引っかかり作業者を危険にさらすことを改善するために作り出した安全ボルトを回すための専用工具であり、外形が円形のボルトを作れることに特徴がある。その他差し込んだときにレンチとボルトの接触面積が大きいうえ、プラスおよびマイナスドライバーとは異なり、ぴったり対応したサイズしか使用できないため、ボルトが壊れにくい。±ドライバーの場合、ねじ穴を壊さないためにはネジの垂直方向斜めにベクトルの力を加える必要があるが、六角棒スパナの場合は回転方向のみに力を掛けるだけでよい。六角穴の対辺幅でサイズが決められておりミリサイズとインチサイズがある。
材質は主にクロム・バナジウム鋼、クロムモリブデン鋼が全体熱処理され43から53HRCと高くしてある。これは六角棒の曲り部の強度を得る為である。近年（2010年頃）では、この曲り部のしなりをなくすために丸棒形状として、先端部を削り出して六角としている製品も現れている、その他に先端がマグネット機能付やカラーメッキをしてサイズを判りやすく色分けするなど各社工夫を凝らしている。また表面は黒染め、ニッケルメッキ、クロムメッキなどの処理がされている。錆対策としてマルテンサイト系ステンレス製もある。PBスイスツールズの製品は、硬質クロムメッキが施され防錆だけでなく表面硬度も格段に高くなっている。

## 使用方法
携帯用のコンパクトな製品以外は、たいてい長辺と短辺からなるL字形をしている。ボルトをしっかり固定したり、固く締まったボルトを緩めるときなど、大きな力が必要なときは、短辺をボルトに六角穴の底まで完全に差し込み、長辺を持って回す。深さ途中までの差し込みは、スパナの斜め掛けと同じくレンチが外れたり六角穴の角を潰すことになる。逆に力はそれほど必要なく、早回し作業をしたい場合には、長辺を差し込んでドライバーのようにすばやく回す。レンチの長手寸法はJIS規格で決められている。レンチの角部が摩耗により潰れてきた時が工具としての寿命である。
製品の一部には、上の写真のように長辺の先端が「ボールポイント」と呼ばれる丸い形状の物がある。これはボルトに対してレンチをまっすぐな角度で差し込むことが出来ない場合に、斜めに差し込んだ状態（約30度まで可能）での作業を可能にする工夫である。ただし接触面が少ないため強いトルクをかけると先端が破損する恐れがある。締めるあるいは緩めるどちらの場合であってもトルクをかける場合はボールポイント形状ではない短辺形状の側を使用することになるが、材質の強度や形状を工夫することによってボールポイント部での本締め可能を謳う製品も存在する。一部のメーカーはボルトの脱落防止保持用途としてボールポイント部にベアリングを埋め込んだ製品を販売している。
ボールポイント六角レンチは1964年にアメリカのボンダス (BONDHUS) 社ジョン・ボンダスの発明で考案、特許が取得され1967年より販売されている。当初はそれなりの値段で販売されていたが、その後パテント期限が切れ、現在では100円ショップでも組で購入可能である。

## 主なメーカー(順不同)
国内海外問わず、ほとんどの手工具メーカーが六角棒スパナを製品として販売している。製造は自社で行わず他社製品を自社のブランドで販売している場合もある。
- 国内: ベッセル、京都機械工具(KTC)、水戸工機(MITOLOY)、アネックスツール(Anex)、TONE(TONE)、エイト(EIGHT)、旭金属工業等

- 海外: PBスイスツールズ(PB SWISS TOOLS)、ボンダス(BONDHUS)、ヴェラツールズ(Wera)、ハゼット(HAZZET)等